# Phénix (1930)
Phénix (Q157) – francuski oceaniczny okręt podwodny z okresu międzywojennego, jedna z 31 jednostek typu Redoutable. Okręt został zwodowany 12 kwietnia 1930 w stoczni Chantiers Dubigeon w Nantes, a do służby w Marine nationale wszedł w 1932 roku. 15 czerwca 1939 podczas ćwiczeń okręt zatonął wraz z całą załogą nieopodal Cam Ranh w wyniku wypadku.

## Projekt i budowa
„Phénix” zamówiony został na podstawie programu rozbudowy floty francuskiej z 1926 lub 1927 roku. Projekt (o sygnaturze M6 ) był ulepszeniem pierwszych powojennych francuskich oceanicznych okrętów podwodnych – typu Requin. Poprawie uległa krytykowana w poprzednim typie zbyt mała prędkość osiągana na powierzchni oraz manewrowość. Okręty typu Redoutable miały duży zasięg i silne uzbrojenie; wadą była ciasnota wnętrza, która powodowała trudności w dostępie do zapasów prowiantu i amunicji. Konstruktorem okrętów był inż. Jean-Jacques Roquebert.
„Phénix” zbudowany został w stoczni Chantiers Dubigeon w Nantes . Stępkę okrętu położono w 1928 roku , a zwodowany został 12 kwietnia 1930.

## Dane taktyczno–techniczne
„Phénix” był dużym, oceanicznym okrętem podwodnym o konstrukcji dwukadłubowej. Długość całkowita wynosiła 92,3 metra (92 metry między pionami), szerokość 8,2 metra i zanurzenie 4,7 metra . Wyporność standardowa w położeniu nawodnym wynosiła 1384 tony (normalna 1570 ton), a w zanurzeniu 2084 tony. Okręt napędzany był na powierzchni przez dwa silniki wysokoprężne Sulzer o łącznej mocy 6000 KM. Napęd podwodny zapewniały dwa silniki elektryczne o łącznej mocy 2000 KM. Dwuśrubowy układ napędowy pozwalał osiągnąć prędkość 17 węzłów na powierzchni i 10 węzłów w zanurzeniu . Zasięg wynosił 10 000 Mm przy prędkości 10 węzłów w położeniu nawodnym (lub 4000 Mm przy prędkości 17 węzłów) oraz 100 Mm przy prędkości 5 węzłów w zanurzeniu. Zbiorniki paliwa mieściły 95 ton oleju napędowego . Dopuszczalna głębokość zanurzenia wynosiła 80 metrów, a czas zanurzenia 45-50 sekund. Autonomiczność okrętu wynosiła 30 dób .
Okręt wyposażony był w siedem wyrzutni torped kalibru 550 mm: cztery na dziobie i jeden potrójny zewnętrzny aparat torpedowy. Prócz tego za kioskiem znajdował się jeden podwójny dwukalibrowy (550 lub 400 mm) aparat torpedowy . Na pokładzie było miejsce na 13 torped, w tym 11 kalibru 550 mm i dwie kalibru 400 mm . Uzbrojenie artyleryjskie stanowiło działo pokładowe kalibru 100 mm M1925 L/45 oraz zdwojone stanowisko wielkokalibrowych karabinów maszynowych Hotchkiss kalibru 13,2 mm L/76 .
Załoga okrętu składała się z 4 oficerów oraz 57 podoficerów i marynarzy.

## Służba
„Phénix” został przyjęty do służby w Marine nationale w 1932 roku . Jednostka otrzymała numer burtowy Q157 . W 1939 roku okręt pełnił służbę w Indochinach Francuskich . 15 czerwca 1939 „Phénix” nieopodal Cam Ranh uczestniczył w ćwiczeniach wraz z krążownikiem „La Motte-Picquet” i siostrzanym okrętem „L’Espoir” . Okręt zatonął w wyniku wypadku, a na jego pokładzie śmierć poniosło 71 osób, w tym dowódca kmdr ppor. G. Bouchacourt  .